# Ribon
Ribon (りぼん?) è una rivista giapponese di manga shōjo pubblicata da Shūeisha sin dall'agosto del 1955. Le riviste sue rivali sono Nakayoshi e Ciao. È pubblicata principalmente per le giovani ragazze intorno agli 8-14 anni.
La rivista, così come Shōnen Jump, è stampata su carta riciclata di vario colore e contiene all'incirca 400 pagine. È venduta insieme a dei piccoli omaggi, i cosiddetti furoku, che variano da piccoli giocattoli a carta da lettere colorata o altro, sempre però riguardanti le serie pubblicate su Ribon.
Le serie pubblicate sono raccolte successivamente in tankōbon sotto l'etichetta Ribon Mascot Comics (RMC).

## Storia
Il 3 agosto 1955 fu lanciato come rivista gemella di "Shōjo bukku", una rivista mensile per ragazze. I contenuti della pubblicazione includevano incisioni, articoli sulla moda e fumetti per ragazze, ecc. Dal 1958 circa, il numero di fumetti per ragazze aumentò, e divenne a tutti gli effetti una rivista di fumetti per ragazze. Il numero di copie vendute iniziò ad aumentare tra la fine degli anni '80 e la metà degli anni '90, fino a quando nel 1994, Ribon raggiunse i 2,55 milioni di copie vendute, il numero più alto di copie di sempre. Tuttavia, da quell'anno il numero di copie diminuì gradualmente, e nel 2002 fu travolto dalla diffusione del Ciao.

## Serie pubblicate suRibon

### Attuali
Al momento vengono regolarmente serializzate diciotto testate manga in Ribon.
| Titolo                                                                                            | Autore          | Prima Uscita   |
| ------------------------------------------------------------------------------------------------- | --------------- | -------------- |
| High Score (ハイスコア?)                                                                          | Chinami Tsuyama | marzo 1995     |
| Animal yokochō (アニマル横町?)                                                                    | Ryō Maekawa     | febbraio 2000  |
| ChocoMimi (チョコミミ?)                                                                           | Sonoda Konami   | marzo 2004     |
| Buddy Go! (バディゴ!?)                                                                            | Minori Kurosaki | ottobre 2014   |
| Mr. Meow (ニャーおっさん?)                                                                        | Aki Kondo       | gennaio 2015   |
| Zekkyou Gakkyuu: Tensei (絶叫学級 転生?)                                                          | Emi Ishikawa    | luglio 2015    |
| Honey Lemon Soda (ハニーレモンソーダ?)                                                            | Mayu Murata     | febbraio 2016  |
| Kirameki no Lion Boy (きらめきのライオンボーイ?)                                                  | Youko Maki      | agosto 2016    |
| Ka yuru tto jōbutsu (ゆるっと成仏?)                                                               | Kanahei         | settembre 2016 |
| Furuya-sensei wa An-chan no Mono (古屋先生は杏ちゃんのモノ?)                                      | Yuuko Kasumi    | ottobre 2016   |
| Akurotorippu (アクロトリップ?)                                                                    | Riso Sawada     | marzo 2017     |
| Koiseyo kinoko (恋せよキノコ?)                                                                    | Mao Aoi         | maggio 2017    |
| Futago moderu Rika Riko no tokimeki gāruzu hobī (双子モデル・りかりこのときめきガールズ・ホビー?) | Haruka Ikeda    | giugno 2017    |
| Hidamari no tsuki (陽だまりの月?)                                                                 | Moe Yukimaru    | settembre 2017 |
| Mi mi-tsuki no kuro (みみつきのクロ?)                                                             | Haruki Spring   | settembre 2017 |
| Gunjō Reflexion (群青リフレクション?)                                                             | Mayu Sakai      | novembre 2017  |
| Rokkuappupurinsu (ロックアッププリンス?)                                                          | Ikeda Haruka    | gennaio 2018   |
| Shugā no hatsukoi (シュガーの初恋?)                                                               | Nao Sasaki      | febbraio 2018  |

### Terminati
| Titolo                                                                     | Autore             | Prima Uscita   | Ultima Uscita  |
| -------------------------------------------------------------------------- | ------------------ | -------------- | -------------- |
| Lo specchio magico (ひみつのアッコちゃん?)                                 | Fujio Akatsuka     | luglio 1962    | settembre 1965 |
| Mahoutsukai Sally (魔法使いサリー?)                                        | Mitsuteru Yokoyama | luglio 1966    | ottobre 1967   |
| Shiroi Heya no Futari (白い部屋のふたり?)                                  | Ryoko Yamagishi    | 1971           | 1971           |
| Suna no Shiro (砂の城?)                                                    | Yukari Ichijō      | luglio 1977    | luglio 1979    |
| Tokimeki Tonight (ときめきトゥナイト?)                                     | Koi Ikeno          | luglio 1982    | ottobre 1994   |
| Tsuki no Yoru Hoshi no Asa (星の瞳のシルエット?)                           | Keiko Honda        | febbraio 1983  | novembre 1985  |
| Ponytail Hakusho (ポニーテール白書?)                                       | Megumi Mizusawa    | luglio 1985    | marzo 1987     |
| Hoshi no Hitomi no Silhouette (星の瞳のシルエット?)                        | Aoi Hiiragi        | ottobre 1985   | giugno 1990    |
| Chibi Maruko-chan (ちびまる子ちゃん?)                                      | Momoko Sakura      | ottobre 1986   | aprile 2009    |
| Sorairo No Melody (空色のメロディ?)                                        | Megumi Mizusawa    | giugno 1987    | agosto 1988    |
| Handsome na Kanojo (ハンサムな彼女?)                                       | Wataru Yoshizumi   | ottobre 1988   | dicembre 1991  |
| Mimi wo sumaseba (耳をすませば?)                                           | Aoi Hiiragi        | luglio 1989    | ottobre 1989   |
| Hime-chan no Ribon (姫ちゃんのリボン?)                                     | Megumi Mizusawa    | agosto 1990    | gennaio 1994   |
| Tenshi nanka ja nai (天使なんかじゃない?)                                  | Ai Yazawa          | settembre 1991 | novembre 1994  |
| Marmalade Boy (ママレード・ボーイ?)                                        | Wataru Yoshizumi   | maggio 1992    | ottobre 1995   |
| Akazukin Chacha (赤ずきんチャチャ?)                                        | Min Ayahana        | ottobre 1992   | agosto 2000    |
| Anata to Scandal ((あなたとスキャンダル?)                                  | Ayumi Shiina       | gennaio 1994   | settembre 1995 |
| Kodomo no Omocha (こどものおもちゃ?)                                       | Miho Obana         | aprile 1994    | gennaio 1999   |
| Nurse Angel Ririka SOS (ナースエンジェルりりかＳＯＳ?)                     | Koi Ikeno          | gennaio 1995   | giugno 1996    |
| Gokinjo Monogatari (ご近所物語?)                                           | Ai Yazawa          | febbraio 1995  | ottobre 1997   |
| Baby Love (ベイビィ★LOVE?)                                                 | Ayumi Shiina       | settembre 1995 | maggio 1999    |
| Kero Kero Chime (ケロケロちゃいむ?)                                        | Maguro Fujita      | ottobre 1995   | maggio 1998    |
| Kimi Shika Iranai (君しかいらない?)                                        | Wataru Yoshizumi   | febbraio 1996  | novembre 1996  |
| Ohisama Company (お日様カンパニー?)                                        | Yue Takasuka       | 1997           | 1997           |
| Mint na Bokura (ミントな僕ら?)                                             | Wataru Yoshizumi   | maggio 1997    | dicembre 1999  |
| I-O-N (イ・オ・ン?)                                                        | Arina Tanemura     | giugno 1997    | novembre 1997  |
| Good Morning Call (グッドモーニング・コール?)                              | Yue Takasuka       | agosto 1997    | marzo 2002     |
| Seishun Shiterukai! (せいしゅん してるかい！?)                             | Ryo Azuki          | 1998           | 1999           |
| Kamikaze Kaito Jeanne (神風怪盗ジャンヌ?)                                  | Arina Tanemura     | febbraio 1998  | luglio 2000    |
| Kagen no Tsuki (下弦の月?)                                                 | Ai Yazawa          | aprile 1998    | giugno 1999    |
| Fancy Lala (魔法のステージ・ファンシーララ?)                               | Rurika Kasuga      | settembre 1998 | dicembre 1998  |
| Gals! (ＧＡＬＳ！?)                                                        | Mihona Fujii       | dicembre 1998  | maggio 2002    |
| Partner (パートナー?)                                                      | Miho Obana         | settembre 1999 | ottobre 2000   |
| Saint ♥ Dragon Girl (聖♥ドラゴンガール?)                                   | Natsumi Matsumoto  | ottobre 1999   | marzo 2003     |
| Penguin Brothers (ペンギン☆ブラザーズ?)                                    | Ayumi Shiina       | dicembre 1999  | novembre 2001  |
| W Pinch (Wピンチ!!?)                                                       | Ryo Azuki          | gennaio 2000   | maggio 2001    |
| Seikimatsu no Angel (世紀末のエンジェル?)                                  | Erika Kurahashi    | giugno 2000    | novembre 2001  |
| Random Walk (ランダム・ウォーク?)                                          | Wataru Yoshizumi   | luglio 2000    | settembre 2001 |
| Sora sora (ソラソラ?)                                                      | Yōko Maki          | settembre 2000 | dicembre 2000  |
| Time Stranger Kyoko (時空異邦人KYOKO?)                                     | Arina Tanemura     | settembre 2000 | settembre 2001 |
| Atashi wa bambi (あたしはバンビ?)                                          | Yōko Maki          | marzo 2001     | dicembre 2001  |
| Andante (アンダンテ?)                                                      | Miho Obana         | novembre 2001  | agosto 2002    |
| Max Lovely! (MAXラブリー！?)                                               | Erika Kurahashi    | dicembre 2001  | gennaio 2004   |
| Sakuragaoka Angels (桜ヶ丘エンジェルズ?)                                   | Yue Takasuka       | 2002           | 2003           |
| Full Moon wo sagashite (満月をさがして?)                                   | Arina Tanemura     | gennaio 2002   | giugno 2004    |
| Aishiteruze Baby (愛してるぜ ベイベ★★?)                                    | Yōko Maki          | aprile 2002    | gennaio 2005   |
| Ultra Maniac (ウルトラマニアック?)                                         | Wataru Yoshizumi   | agosto 2002    | maggio 2004    |
| Nagata-chou Strawberry (永田町ストロベリィ?)                               | Mayu Sakai         | dicembre 2002  | settembre 2004 |
| Love Wan! (ラブわん!?)                                                     | Ryo Azuki          | gennaio 2003   | agosto 2004    |
| Saboten no Himitsu (サボテンの秘密?)                                       | Nana Haruta        | dicembre 2003  | aprile 2005    |
| Saint ♥ Dragon Girl Miracle (聖♥ドラゴンガール みらくる?)                  | Natsumi Matsumoto  | dicembre 2003  | agosto 2005    |
| Sugar Pot (シュガーポット?)                                                | Yue Takasuka       | febbraio 2004  | aprile 2006    |
| Ageha 100% (アゲハ100%?)                                                   | Kozue Takeuchi     | luglio 2004    | aprile 2006    |
| Shinshi Doumei Cross (紳士同盟†?)                                          | Arina Tanemura     | agosto 2004    | giugno 2008    |
| Peter Pan Syndrome (ピーターパン♠症候群〈シンドローム〉?)                  | Mayu Sakai         | dicembre 2004  | settembre 2005 |
| Star Blacks (スターブラックス?)                                            | Yōko Maki          | marzo 2005     | novembre 2011  |
| Royal Straight (ロイヤルストレート?)                                       | Aki Mochida        | aprile 2005    | dicembre 2006  |
| Ya-Ya-Yah ga Yattekuru! (Ya-Ya-yahがやってくる!?)                          | Kaoru Kitazawa     | luglio 2005    | aprile 2006    |
| Love-Berrish! (ラブ・ベリッシュ！?)                                        | Nana Haruta        | agosto 2005    | maggio 2007    |
| Rockin' Heaven (ロッキン★ヘブン?)                                          | Mayu Sakai         | dicembre 2005  | luglio 2008    |
| Last Blue (ブルー・リボン?)                                                | Aki Mochida        | 2006           | 2006           |
| Alice kara Magic (アリスから魔法?)                                         | Natsumi Matsumoto  | gennaio 2006   | agosto 2006    |
| Taranta Ranta (たらんたランタ?)                                            | Yōko Maki          | febbraio 2006  | gennaio 2007   |
| Loose Leaf (ルーズリーフ?)                                                 | Aki Mochida        | aprile 2006    | ottobre 2006   |
| Yamamoto Zenjirou to Moushimasu (山本善次朗と申します?)                    | Yōko Maki          | febbraio 2007  | agosto 2011    |
| CRASH! ( CRASH! クラッシュ?)                                               | Yuka Fujiwara      | aprile 2007    | ottobre 2013   |
| Mayonaka ni Kiss (真夜中にkiss?)                                           | Aki Mochida        | aprile 2007    | dicembre 2007  |
| Osanpo No Jikan (おさんぽの時間?)                                          | Megumi Mizusawa    | luglio 2007    | settembre 2007 |
| Chocolate Cosmos (チョコレートコスモス?)                                   | Nana Haruta        | agosto 2007    | ottobre 2008   |
| Yumeiro Pâtissière (夢色パティシエール?)                                   | Natsumi Matsumoto  | settembre 2008 | agosto 2013    |
| Sakura Hime kaden (桜姫華伝?)                                              | Arina Tanemura     | gennaio 2009   | gennaio 2013   |
| Hiyokoi (ひよ恋?)                                                          | Yukimaru Moe       | novembre 2009  | novembre 2014  |
| Pretty Rhythm (プリティーリズム?)                                          | Mari Asabuki       | aprile 2011    | marzo 2012     |
| Onna no ko tte. (女の子って。?)                                            | Kanahei            | settembre 2011 | marzo 2016     |
| ChocoTan! (チョコタン！?)                                                  | Takeuchi Kozue     | marzo 2012     | ottobre 2017   |
| Romantica Clock (ロマンチカ クロック?)                                     | Yōko Maki          | ottobre 2012   | novembre 2015  |
| Boku no Ie ni Oide (僕の家へおいで?)                                       | Yūki Nachi         | dicembre 2012  | febbraio 2017  |
| Nekota no Koto ga ki ni Natte Shikatanai (猫田のことが気になって仕方ない?) | Rie Ōuta           | aprile 2013    | dicembre 2016  |
| Tsubasa to Hotaru (つばさとホタル?)                                        | Nana Haruta        | settembre 2013 | dicembre 2017  |
| Nanairo Kakumei (シなないろ革命?)                                          | Mizuka Yuzuhara    | agosto 2014    | agosto 2017    |
| Purio! (ぷりお!?)                                                          | Misaki Uchida      | maggio 2016    | dicembre 2017  |
| Rabuzonbi!? (ラブゾンビ!??)                                                | Morino Ariba       | agosto 2017    | dicembre 2017  |